# Antoni Zieliński (chemik)
Antoni Zbigniew Zieliński (ur. 22 listopada 1911 w Krakowie, zm. 5 września 1996 w Szczecinie) – polski inżynier-chemik, profesor, specjalista w zakresie technologii chemicznej organicznej, naukowiec, nauczyciel akademicki, jeden z twórców Wydziału Chemicznego Politechniki Szczecińskiej i jego prodziekan.

## Życiorys
Urodził się 22 listopada 1911 roku w Krakowie. Maturę zdał w 1930 roku w Państwowym Gimnazjum im. Stefana Batorego w Warszawie. Studiował chemię na Wydziale Chemicznym Politechniki Warszawskiej, gdzie chemię organiczną wykładał wówczas Józef Szczęsny Turski (1883–1955), technologię organiczną Kazimierz Smoleński, a chemię fizyczną Wojciech Alojzy Świętosławski. W 1937 roku uzyskał dyplom inżyniera chemii i został asystentem Józefa Zawadzkiego w Zakładzie Technologii Nieorganicznej, a następnie pracował w Zakładach Chemicznych w Dębicy, gdzie wdrażano produkcję kauczuku syntetycznego, opartą na polskiej technologii.
W 1939 roku brał udział w kampanii wrześniowej w stopniu podporucznika, m.in. w bitwie pod Mławą, gdzie został ranny. W czasie okupacji niemieckiej (1939–1945) pracował m.in. w lwowskim oddziale warszawskiej Spółdzielni Wytwórczej IF oraz w farbiarni odzieży „Textilia” i kotłowni cukrowni „Lublin” (jako pomocnik palacza).
W 1945 roku uczestniczył w przejmowaniu zniszczonych polskich fabryk. Został dyrektorem fabryki „Motor Alkaloida” w Kutnie. W kutnowskich Zakładach Farmaceutycznych kierował uruchamianiem produkcji kodeiny i morfiny (korzystając z urządzeń, pochodzących ze zniszczonej fabryki na warszawskim Mokotowie). W następnym roku został przeniesiony do Nadodrzańskich Zakładów Przemysłu Organicznego „Rokita” w Brzegu Dolnym, gdzie był początkowo kierownikiem Oddziału, a następnie szefem produkcji.
W latach 1949–1953 pracował w Politechnice Wrocławskiej w Zakładzie Technologii Nafty i Paliw Płynnych, kierowanym przez Zdzisława Tomasika (autora podręcznika „Technologia ropy z wyłączeniem paliw płynnych”).

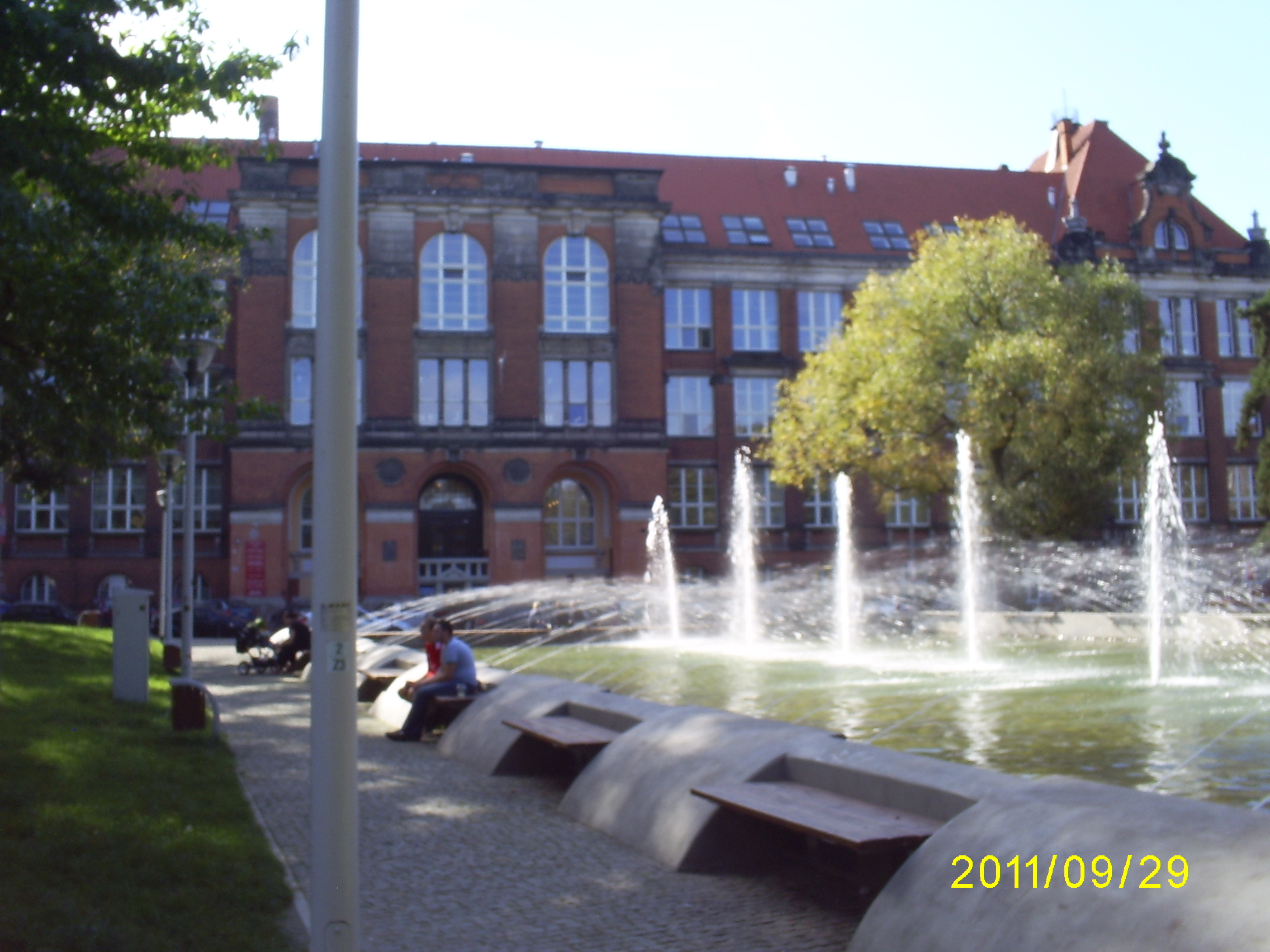
Zachodniopomorski Uniwersytet Technologiczny w Szczecinie, budynek Wydziału Technologii i Inżynierii Chemicznej („Stara Chemia”), ul. Pułaskiego 10

Stopień doktora uzyskał na podstawie pracy nt. „Różne formy chlorku żelazowego jako katalizatora reakcji chlorowania lekkich węglowodorów w fazie ciekłej”, został nadany przez Radę Wydziału Chemicznego Politechniki Warszawskiej w 1958 roku. W latach 1958–1982 był pracownikiem naukowo-dydaktycznym Politechniki Szczecińskiej (PS). Na Wydziale Chemicznym PS (później – Wydziale Technologii i Inżynierii Chemicznej ZUT) powierzono mu stanowisko kierownika Zakładu Technologii Chemicznej Organicznej, który został później przekształcony w katedrę. W 1959 r. odbył staż naukowy na Purdue University w Stanach Zjednoczonych. Stanowisko docenta otrzymał w 1959 roku, tytuł profesora nadzwyczajnego w 1966 roku, a profesora zwyczajnego w 1976 roku. W latach 1960–1964 pełnił funkcję prodziekana, a w latach 1970–1975 był seniorem budowy nowego budynku Wydziału, znanego jako „Nowa Chemia”.

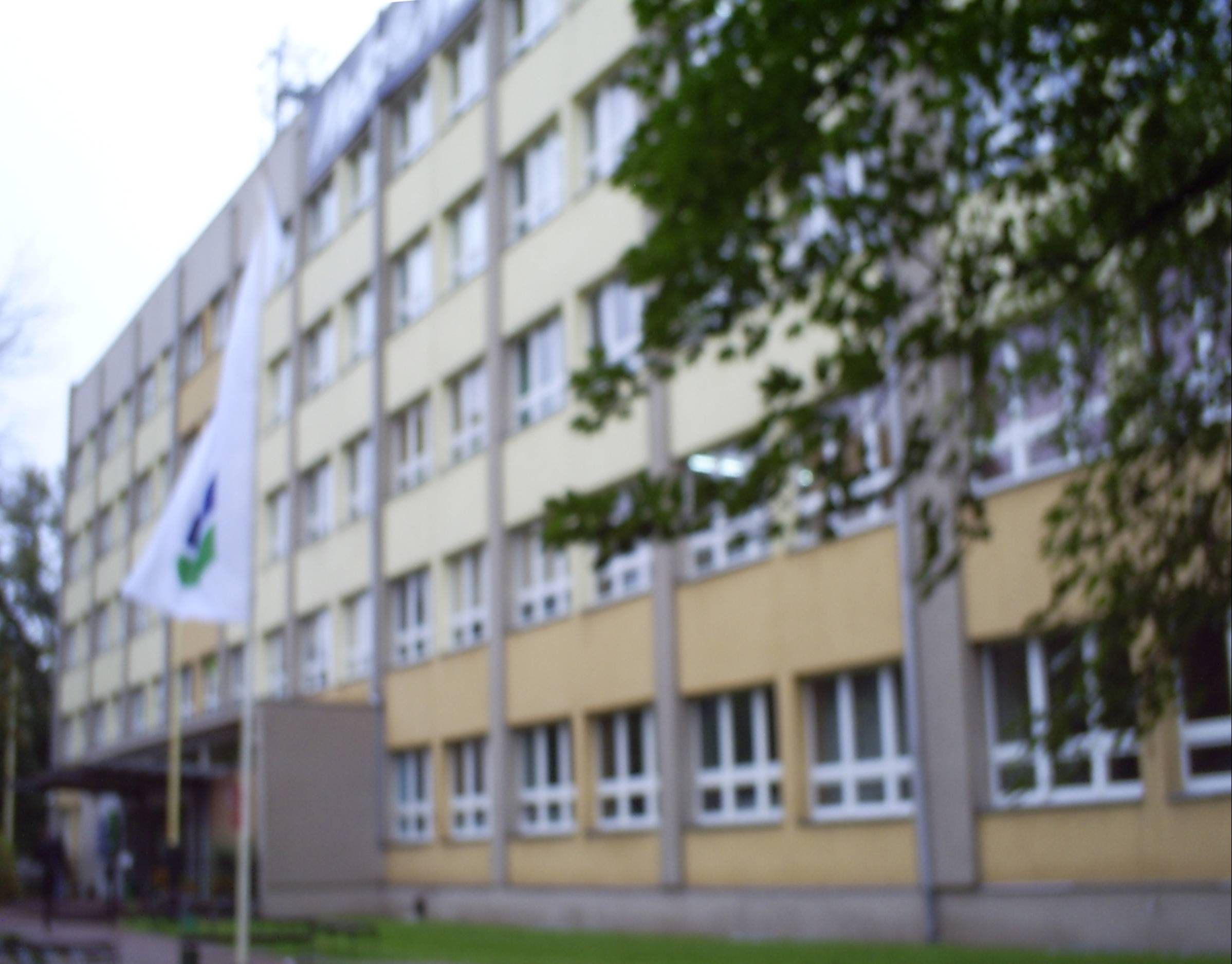
Zachodniopomorski Uniwersytet Technologiczny w Szczecinie, budynek Wydziału Technologii i Inżynierii Chemicznej – „Nowa Chemia”, Aleja Piastów 42

Poza pracą naukową aktywnie organizował proces dydaktyczny, przywiązując dużą wagę do studenckich praktyk w zakładach przemysłowych. Jest uznawany za jednego z twórców Wydziału, kształtujących jego współczesny technologiczny profil.
W latach 1962–1964 był przewodniczącym Zarządu Głównego PTChem Oddz. w Szczecinie, a w latach 1970–1976 – członkiem prezydium Komitetu Nauk Chemicznych PAN, Oddz. w Poznaniu.
Działał społecznie – zwłaszcza na rzecz dzieci niepełnosprawnych – w Towarzystwie Przyjaciół Dzieci i Polskim Towarzystwie Walki z Kalectwem. Był instruktorem Związku Harcerstwa Polskiego w stopniu harcmistrza.
Żonaty z Bożeną Mataszewską (1917-1997). Pochowany został na cmentarzu Centralnym w Szczecinie, kwatera 40A.

## Tematyka badań naukowych i publikacje
Prace naukowe Antoniego Zielińskiego dotyczyły m.in. syntez, właściwości, zastosowań i przetwarzania związków chloro- i fluoroorganicznych. Kierował zespołami badawczymi, opracowującymi technologie chlorowcowania alkanów i alkenów w fazie ciekłej i gazowej (procesy termiczne, katalityczne i fotochemiczne), metody syntezy epoksydów i antypirenów. Wraz z zespołem opracował technologie przemysłowej produkcji m.in. gliceryny i chloralu. Wyniki badań – indywidualnych i zespołowych – opisano w ok. 90 publikacjach naukowych, 26 patentach i w innych opracowaniach.
Antoni Zieliński był naukowym opiekunem dwóch habilitacji oraz promotorem 16 rozpraw doktorskich i wielu magisterskich prac dyplomowych. Opracował i wydał 5 skryptów. Jest autorem podręczników:
- „Technologia chloru i związków chloru”, WNT 1963 (współautorstwo)[7]
- „Chemiczna technologia organiczna”, WNT 1973[8]

i tłumaczem polskiego wydania monografii „Podstawy technologii syntezy petrochemicznej”.

## Odznaczenia
- Krzyż Kawalerski Orderu Odrodzenia Polski[2]
- medal „Za udział w wojnie obronnej 1939”[2]
- Medal Komisji Edukacji Narodowej[2]
- Medal im. dr. Henryka Jordana[2]
- Złota Odznaka Działacza TPD i TWK[2]